# Lincoln County (Montana)
Lincoln County je okres na severozápadě státu Montana v USA. K roku 2010 zde žilo 19 687 obyvatel. Správním městem okresu je Libby. Celková rozloha okresu činí 9 518 km². Na severu sousedí s Kanadou a na západě se státem Idaho.

## Sousední okresy
| Růžice kompasu |                                         |                          |                 | Růžice kompasu |
| Růžice kompasu | Boundary County (ID) Bonner County (ID) | Sever                    | Flathead County | Růžice kompasu |
| Růžice kompasu | Boundary County (ID) Bonner County (ID) | Lincoln County (Montana) | Flathead County | Růžice kompasu |
| Růžice kompasu | Boundary County (ID) Bonner County (ID) | Jih                      | Flathead County | Růžice kompasu |
| Růžice kompasu | Sanders County                          |                          |                 | Růžice kompasu |